# Johann Carl Tecklenborg
Johann Carl Tecklenborg (* 15. Juli 1820 in Bremen; † 14. Oktober 1873 in Bremerhaven) war ein deutscher Schiffsbauer und Werftbesitzer.

## Leben
Tecklenborg war eines von zehn Kindern des Segelmachers und Reeders Franz Tecklenborg (1780–1821) und der jüngere Bruder von Franz Tecklenborg (1807–1886). Er machte eine Lehre als Schiffsbauer und arbeitete dann einige Jahre in Amerika. Am 14. Juli 1844 heiratete er in Baltimore Sophie Ehlers (1827–1910).
Zurück nach Bremen gekehrt trat er in die Firma seines Bruders Franz, der 1830 den väterlichen Betrieb übernommen hatte, als Schiffszimmerbaas ein. 1841 errichtete Jan Simon Abegg mit finanzieller Hilfe der Tecklenborgs eine Werft in Bremerhaven neben der dort errichteten Rickmers Werft. 1843 wurde der Betrieb von Franz übernommen. Johann Carl leiste am 4. Dezember 1844 den Bremer Bürgereid übernahm im Januar 1845  den Abegg’schen Mietvertrag. Seit diesem Zeitpunkt firmierte die Werft unter dem Namen Joh. C. Tecklenborg.
Tecklenborg baute mit der Zeit immer größere Schiffe. Er entschloss sich zum Bau eines Trockendocks an der Geeste in Geestemünde. Heute steht an diesem Platz das Tecklenborg-Wohnhaus in der Claussenstraße. Um 1860 beschäftigte die gut ausgelastete Werft ungefähr 100 Schiffszimmerleute und baute auch Fischkutter. Kurz vor seinem Tod erhielten 1872 Eduard Tecklenborg – Sohn des Werftgründers Franz Tecklenborg – zusammen mit Georg Wilhelm Claussen die Prokura; Clausen führte die Werft nach seinem Tod als technischer Leiter. 1897 wurde die Werft eine Aktiengesellschaft.
Eine Tochter Johann Carl Tecklenborgs war Johanna Tecklenborg (auch: Johanne-Catharina Tecklenborg) (1851–1933), eine zuletzt in München ansässige Landschaftsmalerin.
Johann Carl Tecklenborg wurde auf dem Friedhof Lehe II in Bremerhaven beigesetzt.